# Il dominatore degli Indios
Il dominatore degli Indios è un film del 1961 diretto da Ismael Rodríguez. Fu candidato all'Oscar al miglior film straniero nel 1962.

## Trama
Nonostante il carattere scontroso e irresponsabile, Ánimas Trujano vorrebbe essere nominato maggiordomo del suo villaggio, titolo onorifico che ogni anno viene concesso dal parroco locale ad un cittadino ricco e rispettato che deve raccogliere il denaro necessario alla festa annuale dedicata alla Vergine. Solo in questo modo potrebbe guadagnarsi il rispetto del villaggio.
Quando la figlia maggiore resta incinta del figlio del latifondista locale, Animas accecato dall'ambizione, vende il bambino al latifondista in cambio del denaro grazie al quale può candidarsi al titolo di maggiordomo.
Nel frattempo la fedele e paziente moglie Juana viene a sapere che il marito ha un legame con Catalina, una donna dalla dubbia moralità.

## Curiosità
Il film è basato sul romanzo La Mayordomia dello scrittore messicano Rogelio Barriga Rivas.
L'attore giapponese Toshiro Mifune imparò i suoi dialoghi foneticamente e nelle scene la perfetta combinazione tra suono e movimenti del viso fecero credere che fosse lui a recitare mentre venne doppiato dall'attore Narciso Busquets.

## Riconoscimenti
Nel 1962 fu candidato all'Oscar al miglior film straniero e al Golden Globe per la stessa categoria.